# Nikolaï Rasskazov
Nikolaï Olegovitch Rasskazov (en russe : Никола́й Оле́гович Расска́зов), né le 4 janvier 1998 à Iefremov en Russie, est un footballeur russe. Il joue au poste d'arrière droit au Krylia Sovetov Samara.

## Biographie

### Carrière en club
Nikolaï Rasskazov est formé au sein du club du Spartak Moscou. Il joue son premier match avec l'équipe première le 8 août 2018, lors d'une rencontre qualificative pour la Ligue des champions face au PAOK Salonique. Il entre en fin de match à la place de Salvatore Bocchetti, et son équipe s'incline (3-2). Rasskazov fait sa première apparition en Premier-Liga le 11 août de la même année, face à l'Anji Makhatchkala, lors de la cinquième journée de la saison 2018-2019. Il est titulaire lors de ce match au poste d'arrière droit, et son équipe s'impose (1-0).
Le 21 avril 2019, il inscrit son premier but en professionnel, lors d'une victoire de son équipe en championnat face au Ienisseï Krasnoïarsk (2-0).
Il est prêté à l'Arsenal Toula au début du mois d'octobre 2020.

### Carrière internationale
Nikolaï Rasskazov représente l'équipe de Russie des moins de 19 ans à cinq reprises en 2016, faisant sa première apparition le 2 septembre 2016 contre l'Allemagne. Il entre en jeu et son équipe l'emporte par un but à zéro ce jour-là.
Nikolaï Rasskazov joue son premier match avec l'équipe de Russie espoirs le 27 mai 2017, lors d'un match amical face à l'Ouzbékistan. Il entre en jeu en cours de partie, et son équipe s'impose par quatre buts à trois. Par la suite, le 5 septembre de la même année, il délivre sa première passe décisive avec les espoirs, lors d'une rencontre face à Gibraltar. Ce match gagné 3-0 rentre dans le cadre des éliminatoires de l'Euro espoirs 2019. Puis, le 14 novembre, il inscrit son premier but avec les espoirs, lors d'un match amical face à l'Italie. Malgré cela, son équipe s'incline sur le score de 3-2.

## Statistiques
| Saison                | Club                  | Championnat           | Championnat | Championnat | Coupe(s) nationale(s) | Coupe(s) nationale(s) | Compétition(s) continentale(s) | Compétition(s) continentale(s) | Compétition(s) continentale(s) | Total | Total |
| Saison                | Club                  | Division              | M.          | B.          | M.                    | B.                    | Comp.                          | M.                             | B.                             | M.    | B.    |
| 2018-2019             | Spartak Moscou        | D1                    | 16          | 1           | 3                     | 0                     | C1+C3                          | 1+5                            | 0                              | 25    | 1     |
| 2019-2020             | Spartak Moscou        | D1                    | 20          | 1           | 4                     | 0                     | C3                             | 1                              | 0                              | 25    | 1     |
| 2020-2021             | Arsenal Toula (prêt)  | D1                    | 16          | 0           | 1                     | 0                     | -                              | -                              | -                              | 17    | 0     |
| 2021-2022             | Spartak Moscou        | D1                    | 18          | 0           | 2                     | 0                     | C1+C3                          | 2+3                            | 0                              | 25    | 0     |
| 2022-2023             | Spartak Moscou        | D1                    | 4           | 0           | 7                     | 1                     | -                              | -                              | -                              | 11    | 1     |
| Total sur la carrière | Total sur la carrière | Total sur la carrière | 74          | 2           | 17                    | 1                     | -                              | 12                             | 0                              | 103   | 3     |